# Gare de Zingem
La gare de Zingem est une gare ferroviaire belge de la ligne 86, de Basècles-Carrières à De Pinte. Elle est située à Zingem, section de la commune de Kruisem, dans la province de Flandre-Orientale en Région flamande.
Mise en service en 1857 par la Compagnie du chemin de fer Hainaut et Flandres, c'est une halte de la Société nationale des chemins de fer belges (SNCB), desservie par des trains omnibus (L) et heure de pointe (P).

## Situation ferroviaire
Établie à 9 mètres d'altitude, la gare de Zingem est située au point kilométrique (PK) 21,240 de la ligne 86, de Basècles-Carrières à De Pinte, entre les gares d'Eine et de Gavere-Asper.
Elle est située à l'extrémité sud du tronçon à deux voies qui débute avant la gare de Gavere-Asper.

## Histoire
La « gare de Syngem », ou « Synghem », est mise en service le 28 juin 1857 par la Compagnie du chemin de fer Hainaut et Flandres, lorsqu'elle ouvre à l'exploitation les 18 km de la section d'Audenarde à la Pinte, de sa ligne de Saint-Ghislain à Gand.
En 1883, elle est équipée d'un pont-bascule et en 1896 elle est ouverte à tous les transports. Le bâtiment voyageurs d’origine a été agrandi par l'ajout d'ailes basses à toit plat. En 1918, le bâtiment est gravement endommagé et doit être démoli. Un nouveau bâtiment dérivé du plan type 1895 fut érigé après le conflit. En 1916, elle est parfois nommée Zingem, mais c'est en 1938 que le nom couramment utilisé devient Zingem.
Les guichets ferment en 2005 ; le bâtiment principal a dès lors été revendu et sert de café « De Wachtzaal » en français : « La salle d'attente ».
En octobre 2018, lors du comptage visuel annuel des voyageurs, la gare enregistre une fréquentation de 206 900 voyageurs/an.

## Service des voyageurs

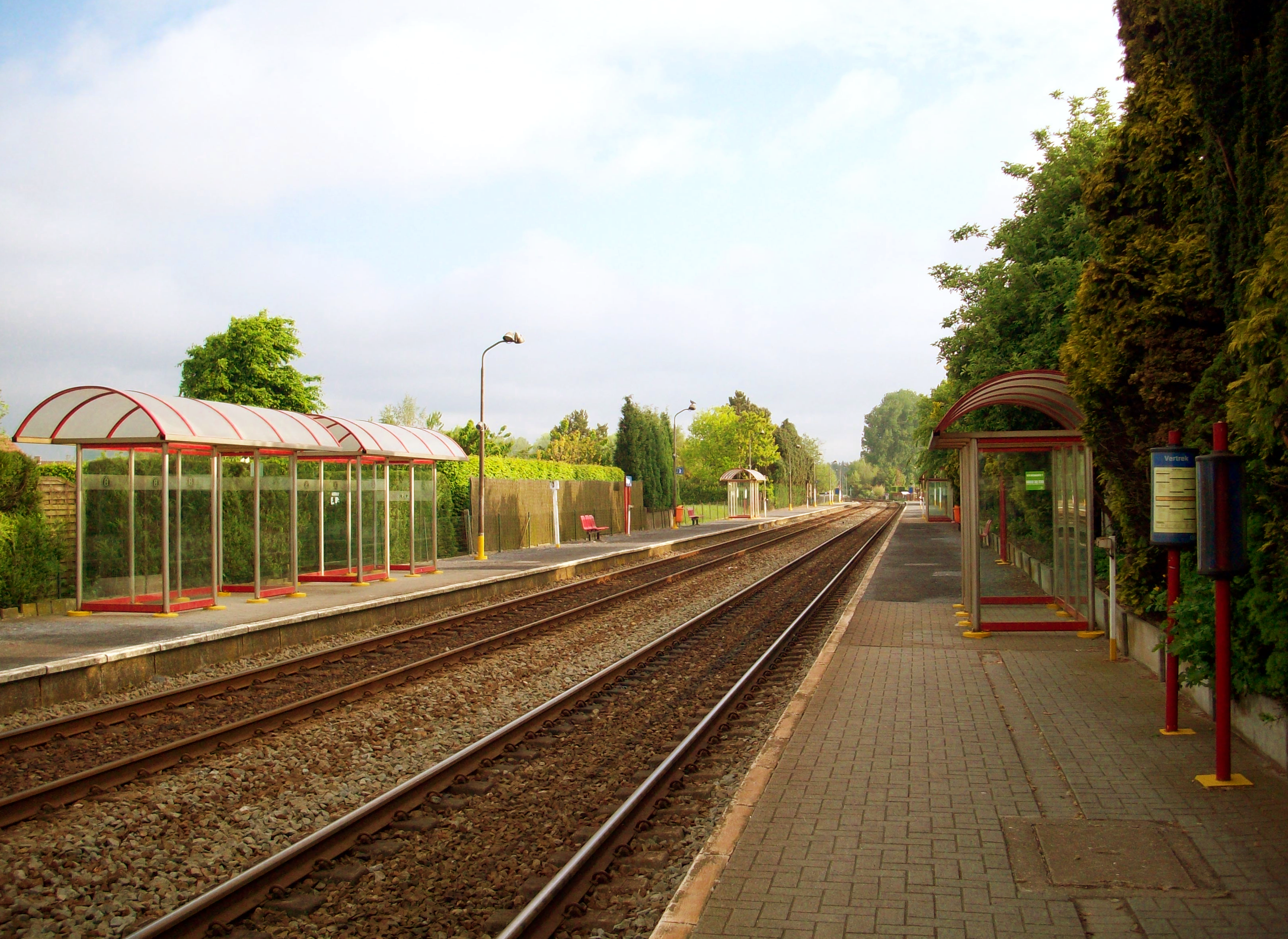
Quais et abris en 2009.

### Accueil
Halte SNCB, c'est un point d'arrêt non géré (PANG) à accès libre. Elle est équipée d'un automate pour l'achat de titres de transport. Elle dispose de deux quais avec des abris, le passage d'un quai à l'autre s'effectue par le passage à niveau routier.

### Desserte
Zingem est desservie par des trains Suburbains (S51) et d'Heure de pointe (P) de la SNCB, circulant sur la ligne commerciale 86 (voir brochure SNCB).
En semaine, la desserte est constituée de trains S51 entre Renaix, Audenarde, Gand-Saint-Pierre et Eeklo, cadencés à l'heure, renforcés par :
- deux trains P entre Renaix, Gand-Saint-Pierre et Grammont (le matin, retour l’après-midi) ;
- un train S51 entre Renaix et Gand-Saint-Pierre (le matin, retour l’après-midi) ;
- un train P entre Grammont et Gand-Saint-Pierre (le matin, retour vers midi).

Les week-ends, seuls circulent les trains S51 entre Renaix et Eklo, à la fréquence d'un train par heure le samedi et d'un toutes les deux heures les dimanches et jours fériés.

### Intermodalité
Un parc pour les vélos et un parking pour les véhicules y sont aménagés.
Des arrêts de bus, situés à proximité, sont desservis par les lignes 44 et 46.

## Comptage voyageurs
Ce graphique et tableau montre le nombre de voyageurs embarquant en moyenne durant la semaine, le samedi et le dimanche.
| Nombre de passagers qui embarquent à la gare de Zingem | Nombre de passagers qui embarquent à la gare de Zingem | Nombre de passagers qui embarquent à la gare de Zingem | Nombre de passagers qui embarquent à la gare de Zingem |
|                                                        | Semaine                                                | Samedi                                                 | Dimanche                                               |
| ------------------------------------------------------ | ------------------------------------------------------ | ------------------------------------------------------ | ------------------------------------------------------ |
| 1977                                                   | 420                                                    | 76                                                     | 42                                                     |
| 1978                                                   | 489                                                    | 105                                                    | 46                                                     |
| 1979                                                   | 494                                                    | 81                                                     | 43                                                     |
| 1980                                                   | 548                                                    | 80                                                     | 38                                                     |
| 1981                                                   | 556                                                    | 77                                                     | 49                                                     |
| 1982                                                   | 475                                                    | 85                                                     | 26                                                     |
| 1983                                                   | 523                                                    | 74                                                     | 34                                                     |
| 1984                                                   | 392                                                    | 76                                                     | 37                                                     |
| 1985                                                   | 442                                                    | 78                                                     | 60                                                     |
| 1986                                                   | 388                                                    | 58                                                     | 40                                                     |
| 1987                                                   | 374                                                    | 60                                                     | 43                                                     |
| 1988                                                   | 379                                                    | 97                                                     | 83                                                     |
| 1989                                                   | 401                                                    | 101                                                    | 57                                                     |
| 1990                                                   | 377                                                    | 70                                                     | 64                                                     |
| 1991                                                   | 360                                                    | 93                                                     | 40                                                     |
| 1992                                                   | 384                                                    | 106                                                    | 69                                                     |
| 1993                                                   | 347                                                    | 80                                                     | 45                                                     |
| 1994                                                   | 446                                                    | 85                                                     | 54                                                     |
| 1995                                                   | 397                                                    | 55                                                     | 53                                                     |
| 1996                                                   | 541                                                    | 97                                                     | 88                                                     |
| 1997                                                   | 469                                                    | 68                                                     | 57                                                     |
| 1998                                                   | 494                                                    | 40                                                     | 40                                                     |
| 1999                                                   | 332                                                    | 48                                                     | 38                                                     |
| 2000                                                   | 339                                                    | 62                                                     | 47                                                     |
| 2001                                                   | 330                                                    | 36                                                     | 42                                                     |
| 2002                                                   | 297                                                    | 55                                                     | 50                                                     |
| 2003                                                   | 304                                                    | 90                                                     | 48                                                     |
| 2004                                                   | 309                                                    | 68                                                     | 42                                                     |
| 2005                                                   | 342                                                    | 71                                                     | 64                                                     |
| 2006                                                   | 364                                                    | 66                                                     | 52                                                     |
| 2007                                                   | 370                                                    | 52                                                     | 44                                                     |
| 2008                                                   | -                                                      | -                                                      | -                                                      |
| 2009                                                   | 356                                                    | 71                                                     | 73                                                     |
| 2010                                                   | -                                                      | -                                                      | -                                                      |
| 2011                                                   | -                                                      | -                                                      | -                                                      |
| 2012                                                   | 449                                                    | 92                                                     | 75                                                     |
| 2013                                                   | 400                                                    | 56                                                     | 50                                                     |
| 2014                                                   | 454                                                    | 70                                                     | 106                                                    |
| 2015                                                   | 347                                                    | 80                                                     | 63                                                     |
| 2016                                                   | 384                                                    | 77                                                     | 70                                                     |
| 2017                                                   | 452                                                    | 70                                                     | 80                                                     |
| 2018                                                   | 534                                                    | 162                                                    | 110                                                    |
| 2019                                                   | 523                                                    | 98                                                     | 86                                                     |
| 2020                                                   | 344                                                    | 79                                                     | 65                                                     |
| 2021                                                   | -                                                      | -                                                      | -                                                      |
| 2022                                                   | 382                                                    | 128                                                    | 92                                                     |
| 2023                                                   | 421                                                    | 153                                                    | 121                                                    |
| 2024                                                   | 402                                                    | 135                                                    | 103                                                    |

## Patrimoine ferroviaire
L’ancien bâtiment voyageurs est toujours présent à côté du passage à niveau ; il est inscrit au patrimoine architectural flamand depuis 2009 et accueille un café.
Le premier bâtiment de la gare est gravement endommagé en 1918, à la fin de la Première Guerre mondiale, et démoli par la suite ; il était identique à celui de la gare de Gavere-Asper, qui existe toujours. En remplacement, les Chemins de fer de l'État belge construisent une version tardive du plan type 1895 (qui était le plan standard de 1895 à 1914 pour les gares de faible ou moyenne importance). Le bâtiment de la gare de Zingem s'écarte du plan standard par la présence de quelques linteaux droits métalliques et, côté rue, par la présence de trois petites fenêtres au niveau de la cage d'escalier ; la frise et les corniches sont moins chargées que sur les bâtiments d'avant-guerre. En Belgique, seuls trois bâtiments de plan type 1895 sont construits après 1918 (Boussu, Zingem et Olsene) ; tous en remplacement de bâtiments détruits par faits de guerre. La grande majorité des bâtiments détruits lors du conflit ont été remplacés par un nouveau type de bâtiment, plus moderne.